# Kreolská mše
Kreolská mše (Misa Criolla) je ordinárium ve španělštině pro tenor, smíšený sbor, klavír a tradiční andské nástroje, s bolivijskými, argentinskými a peruánskými tanci. Text odpovídá oficiální španělské liturgii. Složil ji argentinský skladatel Ariel Ramírez v letech 1963–1964, krátce po Druhém vatikánském koncilu. V Latinské Americe jde o jednu z nejpopulárnějších skladeb sakrálního umění, ale stala se známou celosvětově. Je uváděna jako příklad inkulturace křesťanství v Jižní Americe. Je využívána především koncertně.

## Skladba
Jednotlivé části se stylově a rytmicky liší, odpovídají různým regionům Argentiny.
- Kyrie: Baguala-Vidala (Tucumán)
- Gloria: Carnavalito (Andy)
- Credo: Chacarera trunca (Santiago del Estero)
- Sanctus: Carnaval cochabambino (Cochabamba)
- Agnus Dei: Estilo pampeano (La Pampa)

## Provedení
V roce 1967 uvedl Ramírez skladbu v Německu, Nizozemsku, Belgii a Švýcarsku. Koncert v německém Düsseldorfu byl prvním veřejným provedením, do té doby byly pořizovány jen studiové nahrávky. Tenor v kreolské mši zpívali například argentinská zpěvačka Mercedes Sosa nebo španělský tenorista José Carreras.
V roce 1995 nastudoval Krédo jihoafrický sbor Drakensberg Boys' Choir a později zařadil na své profilové album „Best of“.
V České republice mši koncertně předvedl komorní sbor pod vedením Lenky Mlynářové v rámci festivalu Jeden svět 20. března 2009 v Olomouci.